# YOSHIO -NEW MEMBER-
「YOSHIO -new member-」（ヨシオ -ニュー・メンバー-）は、Kis-My-Ft2の5枚目のDVD。2013年3月27日にavex traxから発売された。

## 概要
Kis-My-Ft2初となるオリジナルショートムービーで、Kis-My-Ft2に「YOSHIO」と言う新メンバーが加入してくるストーリーとなっている。初回生産限定盤、通常盤の2形態で発売された。初回生産限定盤には、この作品の主題歌となる楽曲「ETERNAL MIND」が収録されたCDが付属している。
4月8日付オリコンチャートで、同日に発売されたシングル「キ・ス・ウ・マ・イ 〜KISS YOUR MIND〜／S.O.S (Smile On Smile)」、アルバム『Goodいくぜ!』と共に12.6万枚を売り上げて1位を獲得し、浜崎あゆみ、KAT-TUNに続く史上3組目となるシングル、アルバム、DVDの3冠を達成した。

## 収録内容

### DVD
1. YOSHIO -new member- メンバーインタビュー
2. YOSHIO -new member- 本編
3. YOSHIO -new member- メイキング

### 特典CD
※初回生産限定盤のみ
1. ETERNAL MIND
作詞：KOMU、作曲：CHOKKAKU、Christofer Erixon、Joakim Bjornberg、KENTA MATSUKUMA、編曲：CHOKKAKU、KENTA MATSUKUMA
  - Kis-My-Ft2主演 DVD「YOSHIO -new member-」主題歌

## 収録作品
| 楽曲タイトル | 収録       | 収録                                                                   |
| ------------ | ---------- | ---------------------------------------------------------------------- |
| ETERNAL MIND | CD         | 『YOSHIO -new member-』〈初回生産限定盤〉                              |
| ETERNAL MIND | ライブ映像 | 『SNOW DOMEの約束 IN TOKYO DOME 2013.11.16』                           |
| ETERNAL MIND | CDアルバム | 『KIS-MY-WORLD』〈初回生産限定盤B〉                                    |
| ETERNAL MIND | ライブ映像 | 『2015 CONCERT TOUR 『KIS-MY-WORLD』』                                 |
| ETERNAL MIND | CDアルバム | 『I SCREAM』〈通常盤〉                                                 |
| ETERNAL MIND | CDアルバム | 『BEST of Kis-My-Ft2』〈初回盤A〉                                      |
| ETERNAL MIND | ライブ映像 | 『BEST of Kis-My-Ft2』〈通常盤〉                                       |
| ETERNAL MIND | ライブ映像 | 『Two as One』〈ファンクラブ限定盤〉 （Kis-My-Ftに逢えるde Show 2022） |
| ETERNAL MIND | ライブ映像 | 『Kis-My-Ftに逢えるde Show 2022 in DOME』                              |